# Московські статті (1665)
Московські статті 1665 року — між державами був підписаний договір у Москві 11(21) жовтня 1665 року, за іншими даними, 12(22) жовтня між гетьманом Іваном Брюховецьким, який у вересні прибув з великим почтом до Москви, і московським урядом.

## Історія
Московські статті значно обмежували політичні права України, посилювали її військово-адміністративну і фінансову залежність від московського уряду. За Московськими статтями українські міста і землі переходили під безпосередню владу московського царя. Гетьманському уряду заборонялось вступати в дипломатичні відносини з іноземними державами. Обмежувалось право вільного обрання гетьмана, вибори якого мали проходити лише з дозволу царя і в присутності московських послів, новообраний гетьман мав приїздити до Москви на затвердження.
Кількість московських військ в Україні збільшувалась до 12 тис., причому український уряд зобов'язувався постачати їм за власні кошти їжу. Військові гарнізони розміщувалися тепер крім головних полкових міст і в Полтаві, Кременчуці, Новгороді-Сіверському, Каневі і навіть на Запорожжі (у фортеці Кодак). Збирання податків з українського населення (за винятком козаків) покладалося на московських воєвод і всі збори мали йти у царську казну. Українська Церква переходила у підпорядкування Московському Патріарху. Фактично лише козацький стан зберігав свої автономні права.
В обмін на ці поступки Брюховецький отримав титул боярина і земельні володіння неподалік кордону з Московією.
Московські статті забороняли використання в Гетьманщині знецінених мідних грошей, які випускалися урядом Олексія Михайловича за примусовим курсом срібних, а також повідомляли про повернення королівських грамот на магдебурзьке право українським містам (забрані раніше за наказом царя), зокрема Києву, Переяславу, Ніжину, Каневу, Чернігову, Почепу, Гадячу, Стародубу, Остру та іншим містам.
Московські статті викликали величезне обурення серед усіх верств українського суспільства, а сепаратний Андрусівський мир Москви з Річчю посполитою 1667 року, який поділив Україну, став головною причиною антимосковського повстання у Гетьманщині, яке активно розпочав сам Іван Брюховецький. Вбивство Брюховецького, організоване Петром Дорошенком, спричинило відхід сил Сірка та січовиків, і поклало край спільному повстанню.